# Campionat del món d'escacs femení de 1953
El campionat del món d'escacs femení de 1953 fou el primer a incloure un Torneig de Candidates del qual havia de sortir una reptadora de la campiona regnant, de la mateixa manera com es feia en el campionat masculí.
El primer Torneig de Candidates el va guanyar Ielizaveta Bíkova, qui posteriorment va batre Liudmila Rudenko i esdevingué la tercera campiona del món femenina.

## Torneig de Candidates, 1952
El Torneig de Candidates es va celebrar a Moscou l'octubre i el novembre de 1952, i Bíkova en fou finalment la guanyadora
|    | Jugadora                               | 1 | 2 | 3 | 4 | 5 | 6 | 7 | 8 | 9 | 10 | 11 | 12 | 13 | 14 | 15 | 16 | Punts | Desempat |
| -- | -------------------------------------- | - | - | - | - | - | - | - | - | - | -- | -- | -- | -- | -- | -- | -- | ----- | -------- |
| 1  | Ielizaveta Bíkova (Unió Soviètica)     | - | 0 | 1 | 0 | 1 | 1 | 0 | 1 | 1 | ½  | 1  | 1  | 1  | 1  | 1  | 1  | 11½   |          |
| 2  | Fenny Heemskerk (Països Baixos)        | 1 | - | 1 | 1 | 0 | 0 | ½ | 0 | ½ | ½  | 1  | 1  | 1  | 1  | 1  | 1  | 10½   | 69.00    |
| 3  | Olga Ignatieva (Unió Soviètica)        | 0 | 0 | - | ½ | ½ | 1 | 1 | 0 | 1 | 1  | 1  | 1  | ½  | 1  | 1  | 1  | 10½   | 67.25    |
| 4  | Valentina Belova (Unió Soviètica)      | 1 | 0 | ½ | - | 1 | ½ | ½ | ½ | 1 | ½  | ½  | 1  | 1  | 0  | 1  | 1  | 10    | 69.75    |
| 5  | Edith Keller-Herrmann (RDA)            | 0 | 1 | ½ | 0 | - | 1 | ½ | 0 | ½ | ½  | 1  | 1  | 1  | 1  | 1  | 1  | 10    | 62.75    |
| 6  | Kira Zvorykina (Unió Soviètica)        | 0 | 1 | 0 | ½ | 0 | - | 1 | ½ | 0 | 1  | 1  | 1  | 1  | 1  | 1  | 1  | 10    | 61.00    |
| 7  | Eileen Betsy Tranmer (Anglaterra)      | 1 | ½ | 0 | ½ | ½ | 0 | - | 0 | 1 | 1  | ½  | 1  | ½  | 1  | ½  | 1  | 9     |          |
| 8  | Olga Rubtsova (Unió Soviètica)         | 0 | 1 | 1 | ½ | 1 | ½ | 1 | - | 0 | 0  | 0  | 0  | ½  | ½  | 1  | 1  | 8     | 58.50    |
| 9  | Chantal Chaudé de Silans (França)      | 0 | ½ | 0 | 0 | ½ | 1 | 0 | 1 | - | 1  | 0  | ½  | ½  | 1  | 1  | 1  | 8     | 49.00    |
| 10 | Jozsa Langos (Hongria)                 | ½ | ½ | 0 | ½ | ½ | 0 | 0 | 1 | 0 | -  | 1  | 0  | 1  | 1  | 1  | 1  | 8     | 48.50    |
| 11 | Mona May Karff (Estats Units)          | 0 | 0 | 0 | ½ | 0 | 0 | ½ | 1 | 1 | 0  | -  | 1  | 1  | 1  | 0  | 1  | 7     |          |
| 12 | Rowena Mary Bruce (Anglaterra)         | 0 | 0 | 0 | 0 | 0 | 0 | 0 | 1 | ½ | 1  | 0  | -  | ½  | 1  | 0  | 1  | 5     |          |
| 13 | Nina Grushkova-Belska (Txecoslovàquia) | 0 | 0 | ½ | 0 | 0 | 0 | ½ | ½ | ½ | 0  | 0  | ½  | -  | 0  | 1  | 1  | 4½    |          |
| 14 | Mary Bain (Estats Units)               | 0 | 0 | 0 | 1 | 0 | 0 | 0 | ½ | 0 | 0  | 0  | 0  | 1  | -  | ½  | ½  | 3½    |          |
| 15 | María Berea de Montero (Argentina)     | 0 | 0 | 0 | 0 | 0 | 0 | ½ | 0 | 0 | 0  | 1  | 1  | 0  | ½  | -  | 0  | 3     |          |
| 16 | Salome Reischer (Àustria)              | 0 | 0 | 0 | 0 | 0 | 0 | 0 | 0 | 0 | 0  | 0  | 0  | 0  | ½  | 1  | -  | 1½    |          |

## Matx pel campionat, 1953
El matx pel campionat es va disputar a Moscou el 1953. Bíkova va guanyar tres de les quatre darreres partides, i va aconseguir així el títol.
|                                    | 1 | 2 | 3 | 4 | 5 | 6 | 7 | 8 | 9 | 10 | 11 | 12 | 13 | 14 | Total |
| ---------------------------------- | - | - | - | - | - | - | - | - | - | -- | -- | -- | -- | -- | ----- |
| Liudmila Rudenko (Unió Soviètica)  | 1 | 1 | 0 | 0 | ½ | 0 | 0 | ½ | 1 | 1  | 0  | 0  | 1  | 0  | 6     |
| Ielizaveta Bíkova (Unió Soviètica) | 0 | 0 | 1 | 1 | ½ | 1 | 1 | ½ | 0 | 0  | 1  | 1  | 0  | 1  | 8     |